# Acroclisoides luzonensis
Acroclisoides luzonensis är en stekelart som beskrevs av Charles Joseph Gahan 1920. Acroclisoides luzonensis ingår i släktet Acroclisoides och familjen puppglanssteklar.
Artens utbredningsområde är Filippinerna. Inga underarter finns listade i Catalogue of Life.